# Ângelo de Almeida Ribeiro
Ângelo de Almeida Ribeiro (Lisboa, 9 de Dezembro de 1921 - Lisboa, 9 de Janeiro de 2000) foi um advogado português. Foi Bastonário da Ordem dos Advogados entre 1972 e 1974.
Licenciou-se em Direito em 1943, pela Faculdade de Direito da Universidade de Lisboa.
Em 1973 e 1974 foi Vice-Presidente da Union International des Avocats (UIA). Após o 25 de Abril de 1974, integrou a Comissão Eleitoral que elaborou a primeira Lei Eleitoral.
Foi Secretário-Geral (1973) e Presidente da Liga Portuguesa dos Direitos do Homem (1976), tendo chefiado entre 1979 e 1981 a Delegação Portuguesa à Comissão dos Direitos do Homem das Nações Unidas, em Geneve.
A 16 de Maio de 1985 tomou posse do cargo de Provedor da Justiça, onde se manteve até Julho de 1990.